# آبشار یوسیمیتی
آبشار یوسیمیتی (به انگلیسی: Yosemite Falls) آبشاری است در کشور ایالات متحده آمریکا که ۷۳۹ متر ارتفاع دارد.  این آبشار بیستمین آبشار بلند جهان است. این آبشار در پارک ملی یوسیمیتی قرار دارد.